# Qaasuitsup
Qaasuitsup (gronelandês: Qaasuitsup Kommunia) é um município da Groenlândia, região autónoma do Reino da Dinamarca. Foi instituído em 1 de janeiro de 2009. Consta dos antigos municípios do oeste e norte da Gronelândia. As principais localidades são: Kangaatsiaq, Aasiaat, Qasigiannguit, Ilulissat, Qeqertarsuaq, Uummannaq, Upernavik e Qaanaaq. A população total é de 17 867 habitantes (janeiro de 2008). O centro administrativo do município está em Ilulissat.

## Geografia
O município está situado no noroeste de Groenlândia, e tem uma área de 660 000 km², o que faz dele o maior município do mundo em área, chegando a ser maior que a Espanha ou a França. Anteriormente à criação do mesmo, o maior município do mundo era Altamira-PA no Brasil. A sul, confronta com o município de Qeqqata. A sudeste, com o município de Sermersooq, fronteira que vai de norte a sul (meridiano 45 W) através do centro de Sermersuaq, a camada de gelo da Gronelândia − e por isso livre de trânsito. A leste e nordeste confronta com o Parque Nacional do Nordeste da Groenlândia.

O Município de Qaasuitsup, na Groenlândia

No extremo sul da costa municipal estão as águas da baía de Disko, uma enseada da maior baía de Baffin, que para norte avança na ilha da Gronelândia na forma da baía de Melville. O extremo noroeste, perto de Qaanaaq e Siorapaluk, vê as costas municipais estenderem-se até ao estreito de Nares, que separa a Gronelândia da ilha Ellesmere.

## Localidades

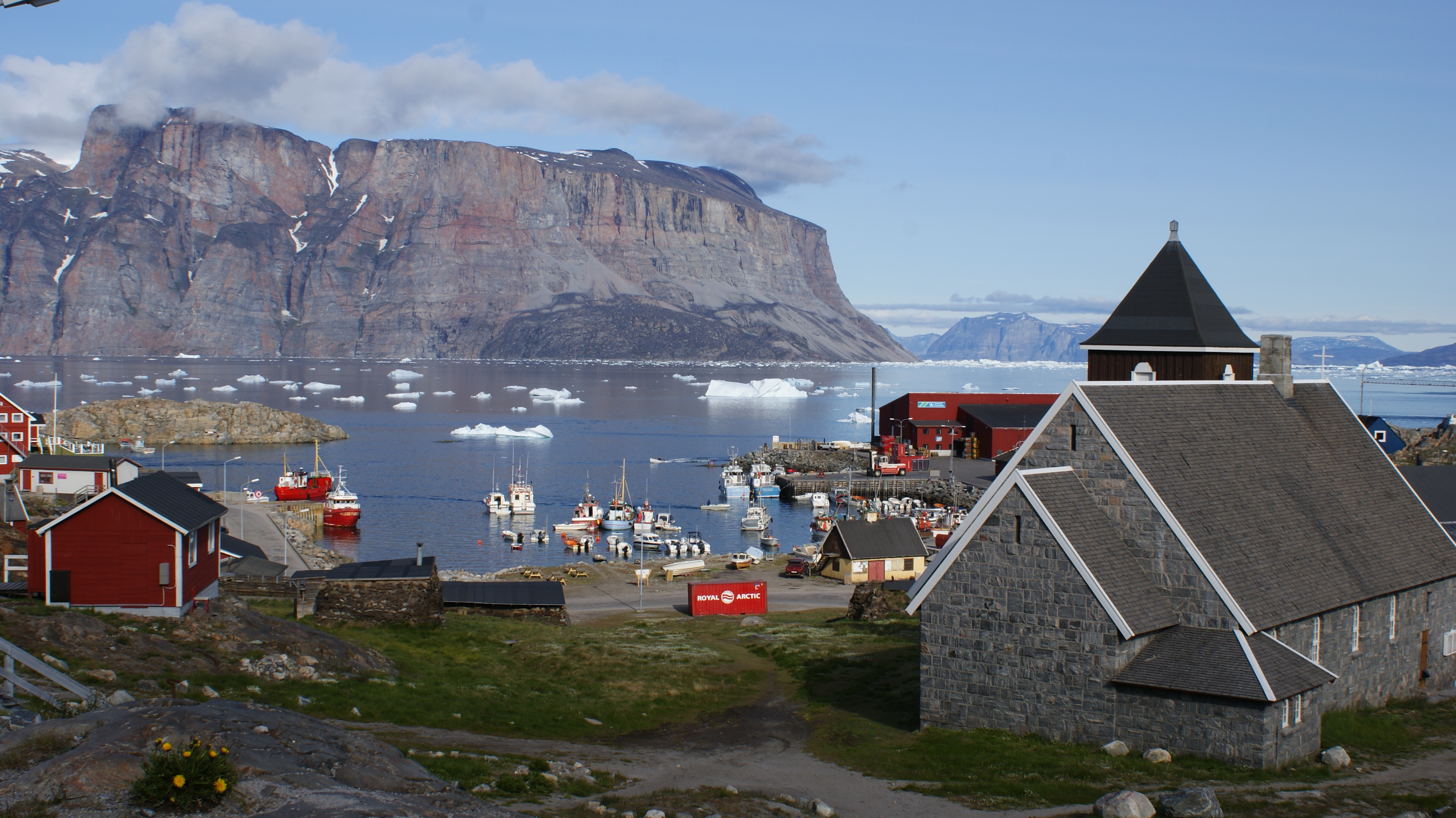
Qaasuitsup

- Aappilattoq
- Aasiaat
- Akunnaaq
- Attu
- Iginniarfik
- Ikamiut
- Ikerasaarsuk
- Ikerasak
- Ilimanaq (Claushavn)
- Illorsuit
- Ilulissat (Jakobshavn)
- Innaarsuit
- Kangaatsiaq
- Kangerluk
- Kangersuatsiaq
- Kitsissuarsuit
- Kullorsuaq
- Moriusaq
- Naajaat
- Niaqornaarsuk
- Niaqornat
- Nuugaatsiaq
- Nuussuaq (Kraulshavn)
- Oqaatsut (Rodebay)
- Qaanaaq (Thule)
- Qaarsut
- Qasigiannguit (Christianshåb)
- Qeqertaq
- Qeqertat
- Qeqertarsuaq (Godhavn)
- Saattut
- Saqqaq
- Savissivik
- Siorapaluk
- Tasiusaq
- Ukkusissat
- Upernavik
- Upernavik Kujalleq
- Uummannaq